# فيشنوية
الفايشنافية (بالسنسكريتية: वैष्णव धर्म، ”فيشنو دارما“)‏ هي فرع من الفروع الرئيسية للهندوسية إلى جانب الشيفية والسمارتية والشاكتية. وتركز الفايشنافية على تبجيل فيشنو. واتخذ الفايشنافيون، أو أتباع الإله الأعلى فيشنو، سبيلاً للحياة يعززون به التوحيدية المتمايزة، وهو الشيء الذي أكسب الإله فيشنو وتجسيداته العشرة أهمية.

ويصف أقدم نص ديني في الفيدا، ريجفدا، الإله فيشنو على أنه الإله الأعلى. فقد تخللت لفظة الإله الأعلى نص ريجفدا ثلاثًا وتسعين مرة. وخُصِّصَت آيات أخرى لعبادة المؤمنين، حيث ذُكِروا في الكتب المقدسة بوصفهم أطراف الإله فيشنو. ومن ضمن الآلهة الصغرى: إندرا، وسوريا، ورودرا، وماروتا، وفايو، وآجني، ومانيو.
وتصف أجامات فايشنافا، بشكلٍ عام، الإله فيشنو على أنه «الكائن الأسمى وأساس كل الوجود، إنه الإله الأعلى، الوجود الربوبي، هو الحي الأكبر بين كافة الأحياء ومن يمنح الرغبات التي تتشوق لها كل الكائنات الحسية الأبدية الأخرى».
وتستند معتقداتها وممارساتها، وعلى وجه الخصوص مفاهيم صلاة بهاكتي ويوغا العبادة والزهد بهاكتي يوغا إلى حدٍّ كبير على كتابات الأوبانيشاد، وترتبط بنصوص الفيدا ونصوص البوراناس مثل الكتاب الهندي المقدس البهاغافاد غيتا, ونص البادما، ونص الفيشنو، ونصوص بوراناس البهاغافاتا.
ويُشار إلى أتباع الفايشنافية بـالفايشنافات أو الفايشنافيون. وقد ازداد في السنوات الأخيرة زيادة ملحوظة الوعي بهذا المُعتقد والاعتراف به ونموه خارج الهند. حيث رفعت حركة التقليد غوديا فايشنافا  بشكلٍ كبير من مستوى الوعي بالفايشنافية على مستوى العالم، منذ منتصف العقد الأول من القرن العشرين، وتمكنت في الغالب من ذلك من خلال أنشطة الحركة والتوسع الجغرافي لحركة هارا كريشنا والتي أسسها المعلم بهاكتيفيدانتا سوامي برابهوبادا (A. C. Bhaktivedanta Swami Prabhupada) في أوائل السبعينيات، وفي الآونة الأخيرة من خلال العديد من منظمات الفايشنافا الأخرى مثل مجتمع اليوغا بهاكتي النقي التابع لـ سيريلا بهاكتي فيدانتا نارايان مهاراج (Srila Bhaktivedanta Narayan Maharaj)، وتقوم هذه المنظمات بأنشطة وعظية ودعوية في الغرب.